# Hipnózis

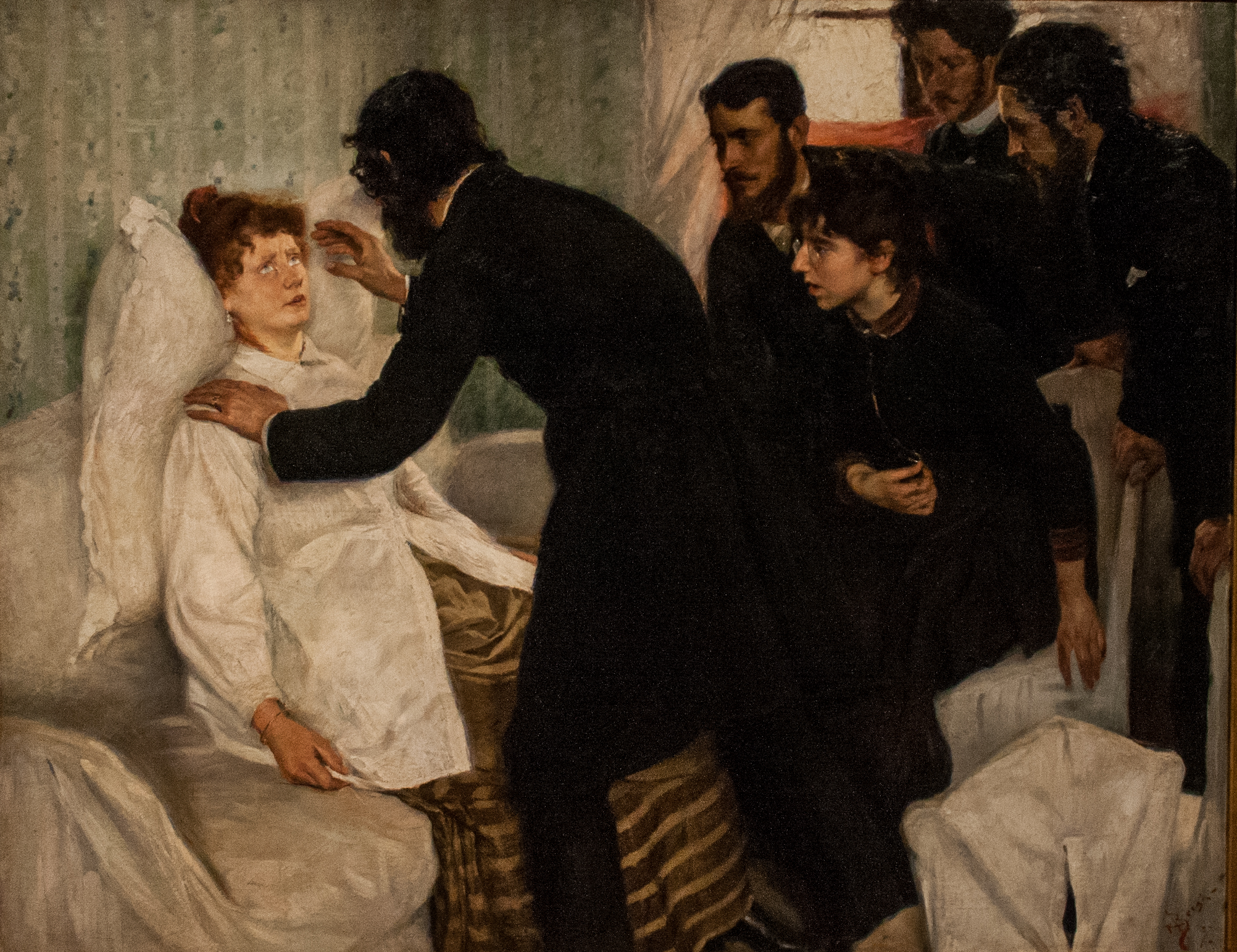
Hipnózis Richard Bergh festményén, 1887-ből

A hipnózis a legintenzívebb szuggesztiós eljárás, egy olyan, különleges, fiziológiai sajátságokkal együtt járó pszichológiai állapot, amely felületesen hasonlít az alvásra, és a személynek a tudatos állapotától eltérő tudatszintje jelöli. Ezen állapotot felfokozott érzékenység és befolyásolhatóság jellemzi, amely során az illető belsőleg tapasztalt érzékeléseknek ugyanakkora jelentőséget tulajdonít, mint általában a külső valóságnak.

## Jellemzői
A szó görög eredetű, a hypnos (alvás) szóból származik, mert először úgy vélték, hogy egy alvásszerű állapotról van szó. A hipnotizáló személyt hipnotizőrnek nevezik. Ha egy személy saját magát hipnotizálja, akkor önhipnózisról , vagy autohipnózisról beszélnek, egyébként heterohipnózisról van szó.  Így indukálja a hipnotizőr a hipnotikus állapotot. A végén a hipnózis alanya felébred. A hipnózis folyamán az alany szóbeli utasításokat, szuggesztiókat kap, amik a hipnózis után is működhetnek. Ez a poszthipnotikus szuggesztió.
A hipnózis fogalmára nem adható egyértelmű definíció, ugyanis a hipnózist kutató – vagy éppenséggel praxisukban alkalmazó – szakemberek körében (legalább) két ellentétes nézőpont uralkodik a jelenség lényegét illetően.
Az egyik értelmezés szerint a hipnózis egy sajátos állapot, nevezetesen egy a módosult tudatállapotok közül. A másik megközelítés ezzel szemben a két résztvevő – a hipnotizőr és a hipnotizált – kapcsolatára helyezi a hangsúlyt, és nem fogadja el azt a hipotézist, hogy a hipnózis önálló állapot volna. A szabatos szóhasználatot tovább nehezíti az a tény, hogy – az „állapot versus kapcsolat” elméleti dilemmán túlmenően – gyakran alkalmazzák a „hipnózis” szót a hipnózis gyakorlati felhasználásra, a hipnoterápiára is.

## Története
Az elméletek szerint az emberek feltehetően már az őskorban alkalmaztak hipnózist. A kultikus cselekmények és a sámánizmus szertartásai részben önszuggesztióval magyarázhatók. Gyanítható, hogy véletlenül fedezték fel, és vallási háttere volt (meditáció, kultikus cselekmények).
A legkorábbi források, ahol nagy valószínűséggel hipnózisról van szó, részben az ókori Egyiptomból maradtak fenn. A legrégebbi leírás egy egyiptomi papirusztekercsen található, Kr.e. 3766-ból származik, és rajta ez olvasható: „Helyezd rá a kezedet, hogy karjának fájdalmát csillapítsd, és mondd, hogy a fájdalom megszűnt.”
Az ún. Ebers-papiruszon leírják a hipnózis alkalmazásának akkori módszereit. Ezek az eljárások nagyon hasonlítanak a maiakhoz. Az egyiptomi papok egyszersmind gyakorló orvosok voltak. Hipnózisindukciójuk a következő volt: fénylő lemezekkel kifárasztották a páciens szemét, így készítették fel a hipnotikus álomra őt. Ez pedig nem egyéb, mint a ma is használatos fixációs technika előfutára. A szuggesztiókkal megerősített kézrátételes módszert is ismerték, ahogy fentebb ismertettük.
A berlini Neues Museumban őrzött Westcar-papirusz  arról számol be, hogy Dzsadzsa-manekh egy igen vad oroszlánt bírt rá arra, hogy engedelmesen kövesse. Ez a forrás kétségtelenül utal arra, hogy Egyiptomban már ismerték és alkalmazták az állathipnózist. Dzsadzsa-manekh mellett Deda is élt az állathipnózissal, bár ő csak kacsákkal, libákkal és egy ökörrel mutatta be tudományát.
A sumerek is alkalmazták a hipnózist. Erech híres papi iskolájában időtlen idők óta őriztek egy írást, mely alapján cáfolhatatlan bizonyíték van arra, hogy a különlegesen kiképzett orvos-főpapok hipnotikus álomban gyógyították a betegeiket. A hipnotikus állapotnak már ekkor három fajtáját különböztették meg: a felszínes, a közepes és mély hipnózis, úgy ahogy ma is megkülönböztetik ezeket a fokozatokat. 
Az indiaiak legősibb, szanszkrit nyelvű okiratában Manu Törvénykönyvében  is hasonlóképp osztják fel a hipnotikus állapotokat. Itt "éber alvásról", "álmodó alvásról" és "örömteli alvásról" beszélnek. Sok modern jógatechnikában is szerepet játszik az önhipnózis. 
A Krisztus utáni 3. században élt filozófus, Porphüriosz leírt egy tudományos vitát a két filozófus, Plótinosz és Olümpiosz között. A vitát a két tudós tanítványai kezdték azzal, hogy melyikük mestere a nagyobb tudós. Végül Plótinosz "mágikus művészetek" tárgyában hívta ki ellenfelét. A vitát a tanítványok jelenlétében kellett volna eldönteni, de nem került rá sor, mert Plótinosz rögtön az elején a vetélytársa elé állt, merőn rászegezte a tekintetét, majd harsányan így kiáltott fel: "Nézzétek, Olümpiosz teste úgy összezsugorodik, mint egy erszény!" Olümpiosz testét pedig valódi görcsök kezdték el gyötörni, így aztán azonnal felismerte, hogy Plótinosz szellemi ereje nagyobb az övénél. 
Az istenség szentélyében alvás, mint a hipnózis egyik különleges formája, egészen a 6. század közepéig fennmaradt. Ekkorra a szentély beavatott papjainak szerepét nagyjából-egészéből átvették a keresztény szerzetesek, akik imával, szentelt vízzel, mártírok és szentek relikviáival és kézrátétellel hajtották végre csodás gyógyításaikat.
Az önhipnózis középkori, korai példájáról szintén szerzetesektől, az Athosz-hegyi hezikasztusoktól szerezhetünk tudomást. Ők úgy érték el az önhipnózis állapotát, hogy mindkét szemükkel a tulajdon köldökükre meredtek. Ezért is nevezték őket omphalopszichikusok-nak,  vagyis köldöknézőnek. 
A 16. században Paracelsus az égitestek és a szervezet „delejes” kapcsolatáról beszélt. A gyógyításban fontosnak tartotta, hogy a megfelelő varázsigék mellett különböző ásványi gyógyszereket is alkalmazzon. Ezzel megvetette a „mineral magnetizmus” elméletének az alapját.
A római Athanasius Kircher jezsuita atya 1646-ban számol be az Experimentum Mirable (Csodás kísérlet) című könyvében egy kakas megbűvöléséről. Ez az első tudományosan dokumentált állathipnózis, és a később Mesmer által leírt "magnetismus animalis" (állati delejesség) előfutárának is tekinthetjük. 
A másik jezsuita, Maximilian Hell, a Felvidéken született csillagász, fizikus sok úgynevezett magnetikus kúrát végzett. Mágneseit a beteg szerv formájának megfelelően készítette el, majd ráerősítette a beteg testrészére. Meglepően jó eredménnyel: betegeinek mintegy 60-70%-a meggyógyult. 
A magnetikus hatás elvét vette át és folytatta más irányban Franz Anton Mesmer (1720–1815). A hipnózis modern kori története vele kezdődik. Látványos szeánszokon végzett csoportos gyógyításai (amely külsőségeiben emlékeztetett az exorcizmus szertartására) révén nagy ismertségre tett szert: ő tekinthető az első hipnózisiskola megalapítójának. Ennek ellenére gyakorlatából a verbális szuggesztió hiányzott: a terápiás hatékonyságot a titokzatos „mágneses fluidumnak” tulajdonította, amely a beteg teste fölötti kézmozgással („mágneses passzé”) átvihető a betegre. Ezt az animális mágnesességgel ('magnetismus animalis'; azaz a lélegző, lélekkel bíró lények mágnesessége) magyarázta, és mágneseket fektetett a páciensekre. Népszerűsége miatt a hipnózist sokáig mesmerizálásnak nevezték.
Mesmert később többen is kritizálták, így Alfred Russel Wallace a frenológiai térképpel magyarázta a hipnózist, és Friedrich Engels mágnes nélkül hipnotizált egy 12 éves fiút.
Mesmer tanítványa volt Armand-Marc-Jacques de Chastenet Puységur márki (1721–1825). Ő kezdetben elfogadta mestere elméletét, de praxisából – szemben Mesmerével – hiányoztak a látványos elemek. Pácienseinél – akiknél verbális szuggesztiókat alkalmazott – az alvajárókéhoz hasonló magatartást tapasztalt, ezért állapotukat provokált szomnambulizmusnak nevezte el.
A XIX. században Franciaország vezető szerepre tett szert a hipnózis kutatásában olyan központokkal, mint Nancy (Ambroise-Auguste Liébeault, Hippolyte Bernheim) és Párizs (Jean-Martin Charcot). Sigmund Freud 1885-ben meglátogatta Jean-Martin Charcot-t Párizsban, ekkor felfigyelt Mesmer módszerére, és gyógyítás céljából maga is kipróbálta. Ez vált a hisztériáról készült tanulmányainak kiindulópontjává. Később felhagyott ezzel a módszerrel, és áttért a szabad asszociációra. Írásaiból kiderül, hogy továbbra is foglalkozott hipnózissal.
A hipnózist német nyelvterületen főként Oskar Vogt (1870-1959), és tanítványa, Johannes Heinrich Schultz (1884-1970) kutatta, és fejlesztette ki az önhipnózis egy különös fajtáját, az autogén tréninget. Később Klaus Thomas is végzett kutatásokat.
A főbb kutatók Amerikában Milton H. Erickson (indirekt hipnózis), Kroger és Dave Elman (autoriter hipnózis) voltak.
Nagy-Britanniában John Hartland a legismertebb hipnotizőr. Könyve, a Dictionary of Medical and Dental Hypnosis még ma is a brit hipnotizőrök hivatalos tankönyve.
Milton H. Erickson kifejlesztette a hipnoterápia módszerét, amiből több pszichológiai módszert is kidolgoztak.
A hipnózist története során sokszor szemfényvesztések kellékeként is használták. Erre talán legismertebb példa Thomas Mann Mario és a varázsló című kisregénye, melyben Cipolla, a mágus arra veszi rá Mariót, hogy csókot adjon neki, Mario a hipnózis alatt ugyanis szerelmét látja. A hipnózisra hivatkozva sok mai bűvész is él a szemfényvesztés különböző módszereivel.

## Indukálása
A hipnózis technikáiban közös, hogy az öntudatot kevés figyelmet igénylő feladatokkal foglalják le, és fokozatosan kikapcsolják. Így az öntudat elveszti vezető szerepét, a kritizálás képessége is korlátozódik, és a tudattalan közvetlenül megszólíthatóvá válik.
Az alanytól és a közelebbi körülményektől függ, hogy mi a legjobb technika. Kell, hogy az alany biztonságban érezze magát, és megbízzon a hipnotizőrben. A zene is segíthet. A hipnotizőr a szuggesztiókat többször is megismétli, vagy a szuggesztiók önmagukban is ismétléseket tartalmaznak. Ez szintén kedvez a hipnotikus transz elérésének. A testtartás lényegtelen; csak az kell, hogy az alany számára kellemes legyen.
Rendszerint a test ellazítását szuggerálják, direkt módon, vagy sorra ellazítva az egyes izomcsoportokat. Egy alternatív módszer szerint az egyébként öntudatlanul zajló folyamatokat használja fel. A megfelelő szuggesztiókkal az alany saját magának is bebeszélheti a hipnózist. Ennek a visszaszámlálás a legkedveltebb módja, amikor is az alany egyre inkább ellazul. A különféle technikákat kombinálják is.
A hipnózis tetszés szerinti mélységű lehet, ha nem ütközik az alany öntudatlan ellenállásába. Ezzel együtt csökken a kritizálás képessége.

## A hipnózis feloldása
A felébredéshez szuggesztiókkal állítják helyre az eredeti tudatállapotot. Egyes szuggesztiókat ellenszuggesztiókkal oldanak fel. A felébredés rendszerint gyorsabb, mint az indukálás, de nem szabad elsietni vagy elhagyni. Ha az alany szervezetének nincs elég ideje az átálláshoz, akkor annak fejfájás lehet az eredménye, mert a szervezetnek vissza kell állítania a keringési rendszer szokásos értékeit. Ha a hipnotizőr nem szuggerált amnéziát, vagy nem volt mély a hipnózis, akkor az alany mindenre emlékezni fog.
Ha a hipnózist nem oldották fel rendesen, akkor újra kell hipnotizálni az alanyt, és rendesen feloldani.

## Hipnotizálhatóság
A hipnózis kutatásában nem mellékes szempont, hogy valaki mennyire hipnotizálható. Az egyes emberek különböznek abban, hogy adott körülmények között mennyire mélyen hipnotizálhatók; az emberek tíz százaléka könnyen hipnotizálható. Csak az emberek öt százaléka nem hipnotizálható, vagy nem szabad hipnotizálni, így például a pszichiátriai betegek, a súlyos személyiségzavarosok, illetve azok, akiknek gyenge a szívük, vagy sokkhatás, erős gyógyszer, alkohol vagy egyéb pszichoaktív szerek hatása alatt állnak. A vakok és a siketek korlátozottan hipnotizálhatónak számítanak.
A hipnózisindukció hatására megváltozik a globális féltekei aktivitás, a hipnózis iránt fogékonyabb, erősen hipnabilisoknál jobb féltekei, míg az alacsony fogékonyságú (éberen maradó) személyeknél bal féltekei működési túlsúly alakul ki (Bányai et al., 1985). Egy további vizsgálat szerint a hipnabilisok lateralitásváltása nem az egész féltekére jellemző. A jobb féltekei működési túlsúly a parietookcipitális, illetve parietotemporális területekre jellemző, miközben a frontocentrális terület működését a bal oldali túlsúly jellemzi (Mészáros et al., 1989).

## Alkalmazásai

### Hipnoterápia
A hipnoterápia a hipnózis alkalmazása a pszichoterápiában. Az alternatív gyógyászat egy fajtájának tekintik.
Hatásosságát tudományosan is bebizonyították, és elismerték. A folyamat mágneses rezonanciás vizsgálattal (MRI) és elektro-enkefalográfiával (EEG) is nyomon követhető.
Már kevés alkalommal is jelentős javulást lehet elérni a hipnózis technikáinak alkalmazásával az Irritábilisbél-szindróma, a fóbiák és étkezési zavarok esetén, a depresszió, a függőségek, az alvászavarok és a beszédzavarok terén. Segíthet enyhíteni a stresszt, és javítani az önértékelést. A krónikus fájdalmak enyhítésére is alkalmas. Terapeuta felügyelete nélkül azonban veszélyes lehet kezelni a súlyos pszichés zavarokat és a traumákat.

### Önhipnózis
Ha az alany önmagát hipnotizálja, akkor önhipnózisról beszélünk. Az önhipnózis jellegében a meditációhoz hasonló. Nem nehezebb elérni, mint mással hipnotizáltatni, bár mindkét szerepet egyszerre kell vállalni.
Legismertebb fajtája az autogén tréning, a "koncentratív ellazulás". Az autogén azt jelenti: önmagát létrehozó. E tréning elsődleges célja a koncentrált ellazulás, vagyis az összpontosítás és az önbefolyásolás útján elért lazítás. A módszert J. H. Schultz (1884-1970) és L. M. LeCron pszichológus (1892–1972) terjesztette el világszerte, utóbbi Az önhipnózis technikája és felhasználása a mindennapi életben című könyvével. 
Sem a hipnózishoz, sem az önhipnózishoz nem kellenek különleges képességek. Már egészen felszínes hipnózisban is szép eredmények érhetők el; imaginációs technikával pedig a felszínes hipnózis elmélyíthető. 
Önhipnózissal nem lehet olyan mély hipnózist elérni, mint egyébként, mert az öntudat egy része a hipnózis külső struktúrájával foglalkozik.[forrás?] Megfordítva, a nem mély hipnózis segítséggel végigvitt önhipnózisnak tekinthető.

### Üres hipnózis
Üres hipnózis esetén az indukálás után az alany nem kap több szuggesztiót egészen addig, amíg a hipnózist fel nem oldják, vagy alvásba nem megy át. Az alany magát az állapotot élvezi. Ez a meditációhoz hasonló állapot önhipnózissal is elérhető.

### Az orvoslásban
Egyes eredmények szerint a hipnózis segíthet a krónikus fájdalmak enyhítésében, vagy az érzéstelenítéssel együtt pozitívan hat a műtét eredményére. Ugyanez a helyzet a szülészeti alkalmazásaival is. Mivel a felméréseket kis mintákon végezték, ezért nem lehet az eljárás hatásosságát bizonyítottnak tekinteni.
Tanganyikában egy fehér orvos 40 fokos lázat és akut vakbélgyulladást állapított meg egy néger betegén. Ismeretei szerint itt csak gyors műtéti beavatkozás segíthet. A beteg azonban tiltakozott, és törzsének orvosságosemberét hívatta. A "varázsló" gyógyfüveket dörzsölt szét, érthetetlen szavakat mormolt, majd a beteg testére hánccsal növényeket kötözött. A férfi mindvégig "hipnotizáltan" meredt rá. Akkor a varázsló megérintette a beteg köldökét, és ezt mondta: Fájdalmad és lázad azonnal eltűnik. 

Másnapra a férfi teljesen meggyógyult. Ez az afrikai hipnotikus-szuggesztiós kezelés sikeresnek bizonyult. 

### Hipnoanalízis
A hipnoanalízis a klasszikus pszichoanalízis segédeszköze. A transz fókuszálhatja a figyelmet, anyagot nyújtat az elemzéshez (például regresszióval), vagy csökkentheti az ellenállást az új felismerések ellen.

## Történelmi tanulmányok
- Tower Vilmos: A hipnotizmus elméleti, gyakorlati, pedagógiai, orvosi és büntetőjogi szempontból, Kőszeg, 1927